# Oltion Luli
Oltion Luli (ur. 18 sierpnia 1969 w Szkodrze) – albański lekkoatleta specjalizujący się w biegach na krótkim dystansie, olimpijczyk z Sydney.
W 2000 wziął udział w letnich igrzyskach olimpijskich w Sydney. Wystartował w konkurencji biegu na 100 metrów i odpadł w eliminacjach, zajmując w kolejce 8. pozycję z czasem 11,08.
Jest medalistą mistrzostw krajów bałkańskich w lekkoatletyce, w konkurencji biegu sztafet 4x100m wywalczył dwa brązowe medale (1994, 1997).